# Motschelnitz
Motschelnitz, auch Mutschelnitz bzw. Motschlitz von Moschelitz, ist der Name eines weitverzweigten schlesischen Uradelsgeschlechts. Einige Sprossen lassen sich in Diensten der schlesischen Herzöge nachweisen. Die Familie war Mitte des 19. Jahrhunderts in Schlesien ohne Grundbesitz oder erloschen.

## Geschichte
Die Familie, die Sinapius zur alten schlesischen Ritterschaft rechnete, ist seit dem 14. Jahrhundert im damaligen Herzogtum Wohlau nachgewiesen. Der Familienname der Motschelnitz steht im Zusammenhang mit den Gütern Herrnmotschelnitz im weltlichen Besitz und Mönchmotschelnitz, das früher dem Fürststift Leubus gehörte. Südwestlich des Dorfes erhebt sich der Burgberg Mönchmotschelnitz, mit einem slawischen Burgwall, der bereits in vorchristlicher Zeit besiedelt war. Ausgrabungen brachten dort heidnische Urnengräber zu Tage. Nach einer alten Überlieferung soll der ursprüngliche Besitzer sein Gut Motschelnitz unter zwei Söhnen aufgeteilt haben. Der ältere blieb auf dem väterlichen Schloss und nannte sich nach der Liegenschaft Herrnmotschelnitz, der jüngere wurde Mönch und brachte sein Erbe, daher Mönchmotschelnitz, dem Kloster Leubus ein, in das er eintrat.
Das Geschlecht war bereits um 1468 in Polgsen, 1504 in Prosgawe und 1505 in Schmögerle im damaligen Herzogtum Wohlau ansässig. Der Stamm teilte sich in die Häuser Polgsen, Wesingawe, Klein-Schmögerle und Tschirnitz. Christoph von Mutschelnitz gründete die Linie Polgsen mit Zweigen in Protsch und Johnsdorf, Johann von Mutschelnitz um 1520 die Linie Wersingawe, Melchior von Mutschelnitz um 1505 die Linie Klein-Schmögele und Herren-Motschelnitz, sowie Balthasar von Mutschelnitz um 1520 die Linie Tschirnitz und Hermsdorf.
Anna von Mutschelnitz war von 1652 bis 1653 Fürstäbtissin des Klosters Trebnitz, deren Wahl vom böhmischen Landesherrn Kaiser Ferdinand III. bestätigt wurde. Der Breslauer Fürstbischof Karl Ferdinand Wasa erkannte die Wahl nicht an und belegte alle Beteiligten mit einem Bann. Während ihrer Amtszeit ließ Äbtissin Anna das alte Kloster wiederherstellen. Sie starb nach nur einem Jahr Amtszeit. 1698 diente Sylvius Friedrich von Mutschelnitz, als Regierungsrat der Grafen von Maltzan sowie Hofgerichtsassessor. Ein Zweig, der sich Motschlitz von Moschelitz nannte, trat in habsburgische Militärdienste. Maximilian Freiherr Motschlitz von Moschelitz zeichnete sich in der Schlacht bei Novi aus, wofür er zum Oberstleutnant befördert wurde. Desgleichen avancierte sein Bruder Joseph Freiherr Motschlitz von Moschelitz zum Oberstleutnant und Kommandanten des Ulanen-Freikorps Motschlitz.

## Besitzungen (Auswahl)

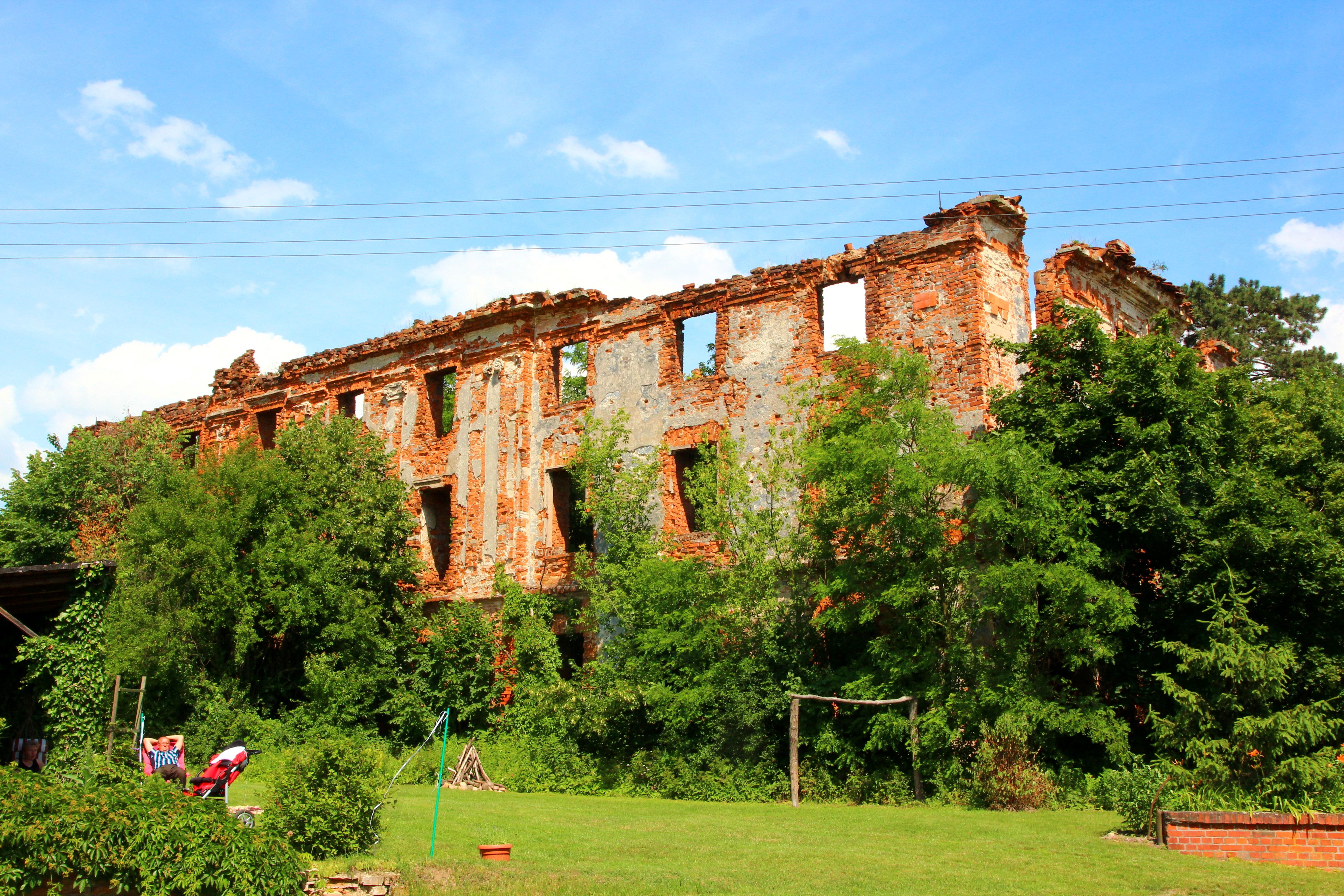
Schloss Herrnmotschelnitz

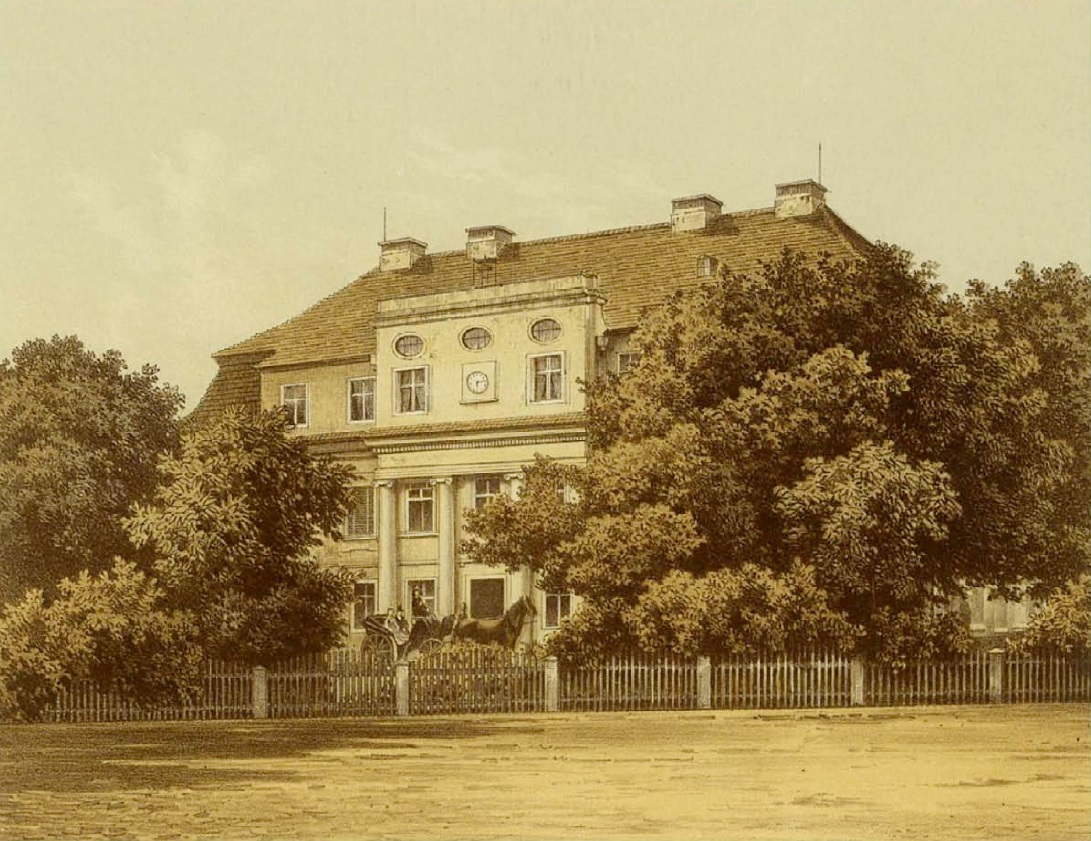
Schloss Tschirnitz

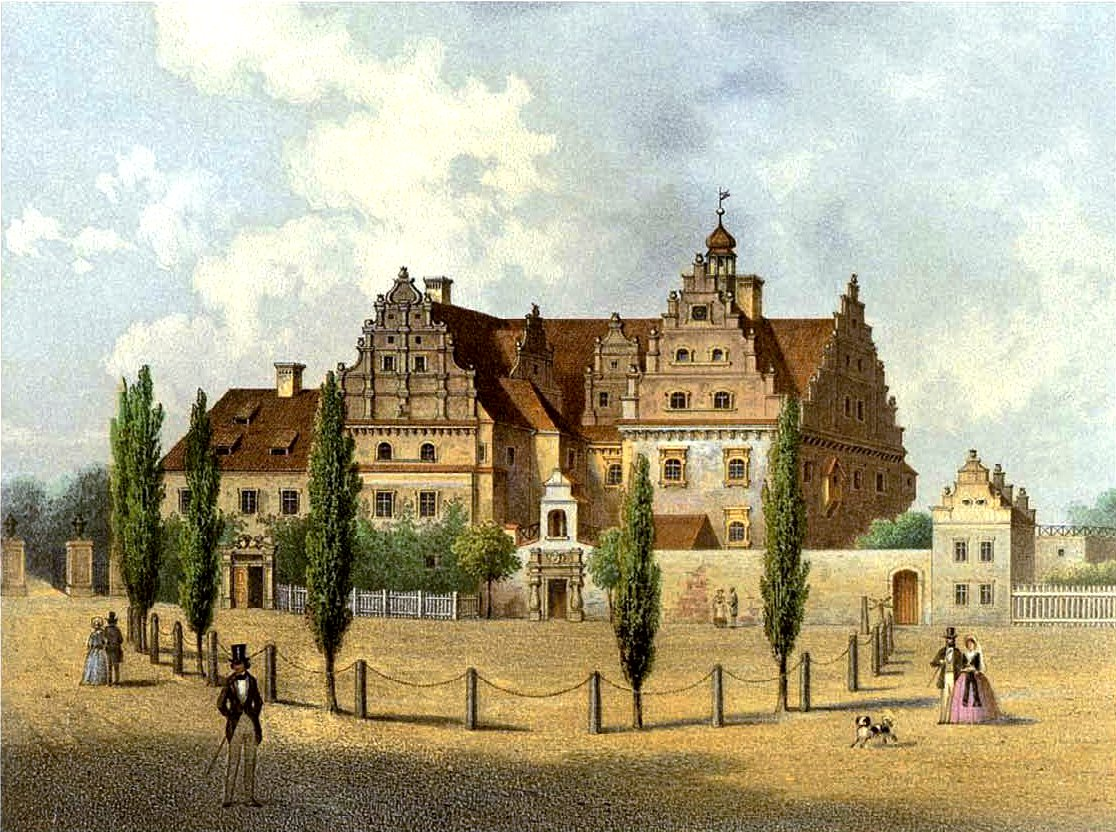
Schloss Dieban

- Bischkowitz
- Dieban
- Jackschönau
- Hermsdorf
- Herrnmotschelnitz
- Konradswaldau
- Kreischau
- Marschwitz
- Mönchmotschelnitz
- Muritsch
- Neurode
- Ober-Johnsdorf
- Polgsen
- Pollentschine
- Pilsnitz
- Reichau
- Reudchen
- Samitz
- Seifrodau
- Schickerwitz
- Tschirnitz
- Urschkau
- Wersingawe
- Woislawitz

## Wappen

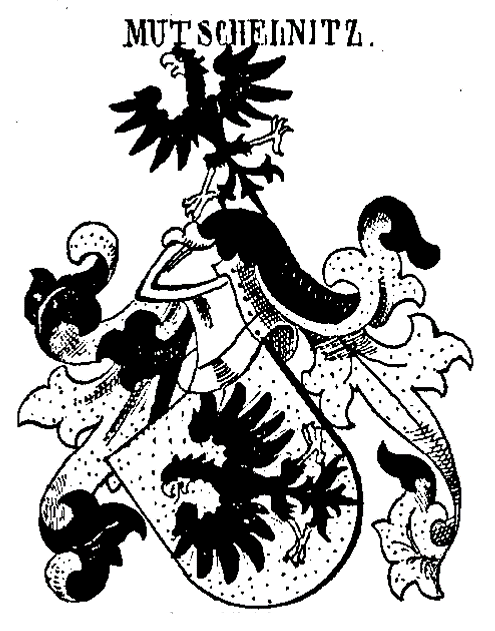
Wappen derer von Motschelnitz (Mutschelnitz) bei Johann Siebmacher

Blasonierung: In Gold ein schrägrechts gestellter schwarzer Adler. Auf dem Helm mit schwarz-goldenen Helmdecken der Adler.

## Persönlichkeiten (Auswahl)
- Adam von Mutschelnitz, 1627 Landesältester des Herzogtums Wohlau
- Anna von Mutschelnitz († 1653), Fürstäbtissin von Trebnitz[6]
- Balthasar von Mutschelnitz, um 1520 herzoglich-oelsischer Rat und Landeshauptmann von Münsterberg
- Ernst Friedrich von Mutschelnitz, 1739 fürstlich-württembergisch-oelsischer Rat und Landesältester
- Friedrich von Mutschelnitz († 1626), Landeshauptmann und Mannrechtsbeisitzer des Fürstentums Breslau
- Georg von Mutschelnitz († 1586), herzoglich-oelsischer Rat und Landeshauptmann von Bernstadt
- Joseph Freiherr Motschlitz von Moschelitz (1752–?), österreichischer Oberstleutnant und Kommandant
- Maximilian Motschlitz von Moschelitz (1747–1814), österreichischer Major und Oberstleutnant
- Melchior vom Mutschelnitz, 1505 Hauptmann der Weichbilder Wohlau und Winzig
- Sylvius Friedrich von Mutschelnitz, 1698 Regierungsrat der Grafen von Maltzan sowie Hofgerichtsassessor[7]